# جایی که خرس‌ها هستند
جایی که خرس‌ها هستند (انگلیسی: Where the Bears Are) یک سریال اینترنتی آمریکایی در سبک کمدی-معمایی است که از سال ۲۰۱۲ پخش شد. این سریال شامل ۳ فصل است.

## موضوع سریال
سه خرس همجنسگرا به نام‌های «نلسون»، «وود» و «رِگی» که با هم دوست هستند، در خانه‌ای در شهر لس آنجلس ساکن می‌شوند. در هر فصل سریال یک قتل رخ می‌دهد که این سه نفر را درگیر می‌کند.